# Renato Paresce

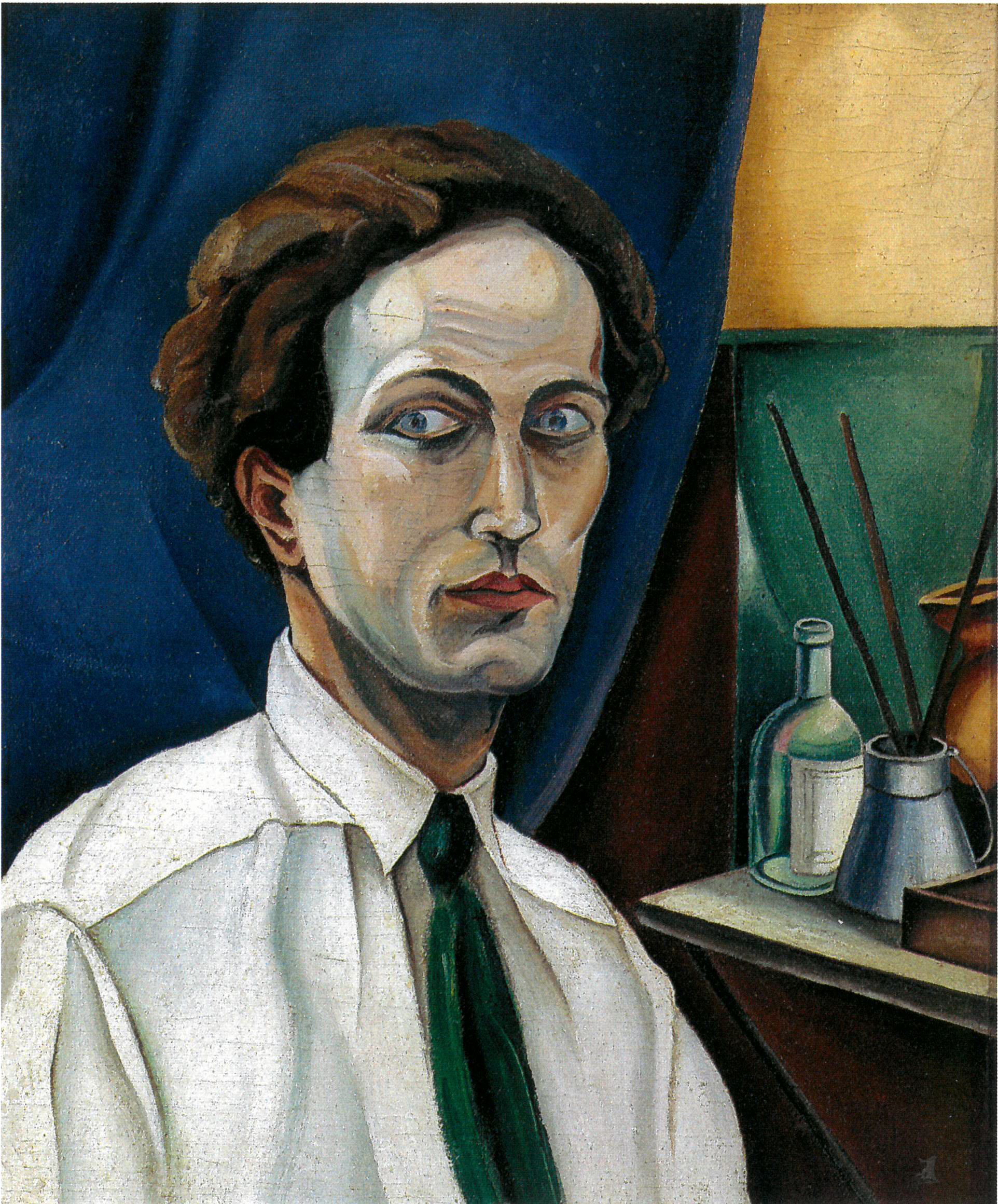
Autoritratto, 1917

Renato Paresce (Carouge, 5 gennaio 1886 – Parigi, 15 ottobre 1937) è stato un pittore e scrittore italiano.

## Biografia
Renato (René) Paresce nasce in Svizzera a Carouge, nei pressi di Ginevra, e trascorre l'infanzia a Firenze dove il padre Francesco, a contatto con l'ambiente culturale, aveva fondato la Rivista di cultura. 

Si dedica alla pittura da autodidatta e si laurea in Fisica all'Università di Palermo. 

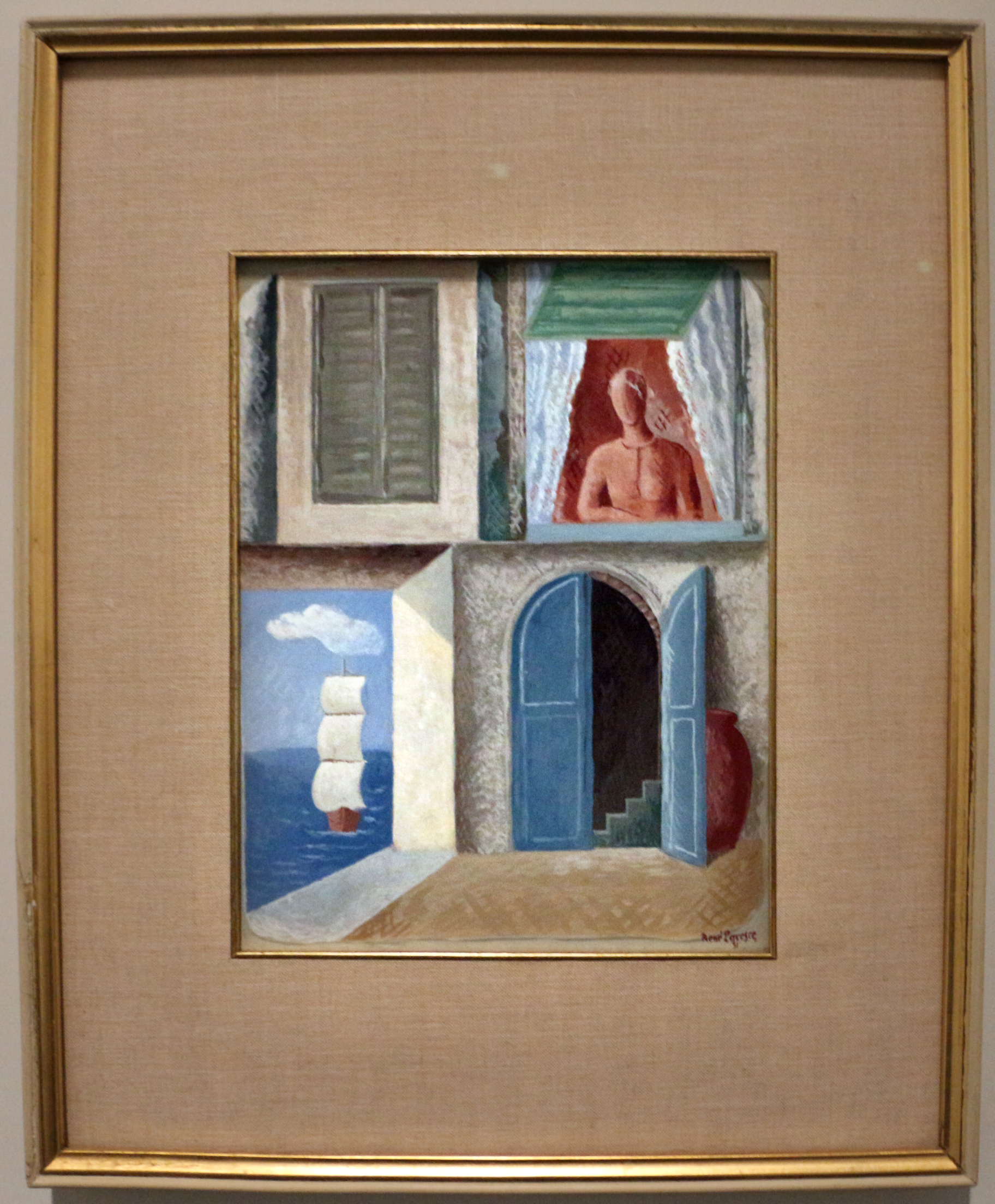
La donna alla finestra, 1931
Museo Novecento, Firenze

Nel 1912 si stabilisce a Parigi e inizia a frequentarvi gli ambienti artistici dove conosce Modigliani e Picasso. Fa parte dell'Ecole de Paris con Soutine e Kisling ed espone ai Salon. 
All'inizio della prima guerra mondiale si trasferisce a Londra con la moglie, Ella Vera Klatschko (1880-1966), figlia del rivoluzionario russo Samuel Lvovitch Klatschko (1851-1914). Dipinge, ma esercita anche l'attività di giornalista per La Stampa; espone a Zurigo, a Berlino. 

Nel 1926 partecipa alla Prima mostra di Novecento Italiano alla Permanente di Milano. Nel 1927 espone ad Amsterdam. Nel 1929 espone anche alla Seconda mostra di Novecento.
Nel 1928 entra a far parte degli Italiens de Paris e fino al 1936 partecipa a tutte le mostre del gruppo dei sette (con Campigli, De Pisis, de Chirico, Savinio, Severini e Tozzi). Il gruppo è sostenuto dal critico Waldemar George nel clima di un ritorno all'ordine.
Nel 1928 è curatore dell'Ecole de Paris alla XVI Biennale di Venezia invitatovi dal segretario Antonio Maraini. Tornerà alla Biennale nel 1930, 1932 e 1934.
Nel 1933 espone la sua prima personale in Italia, alla Galleria del Milione a Milano. 
L'anno successivo parte per un viaggio intorno al mondo, attraverso le isole Figi e tornando per l'America, e scrive poi un libro (L'altra America) pubblicato nel 1935. 
Negli ultimi anni di vita abbandona progressivamente la pittura. Muore a Parigi nel 1937.

## Bibliografia

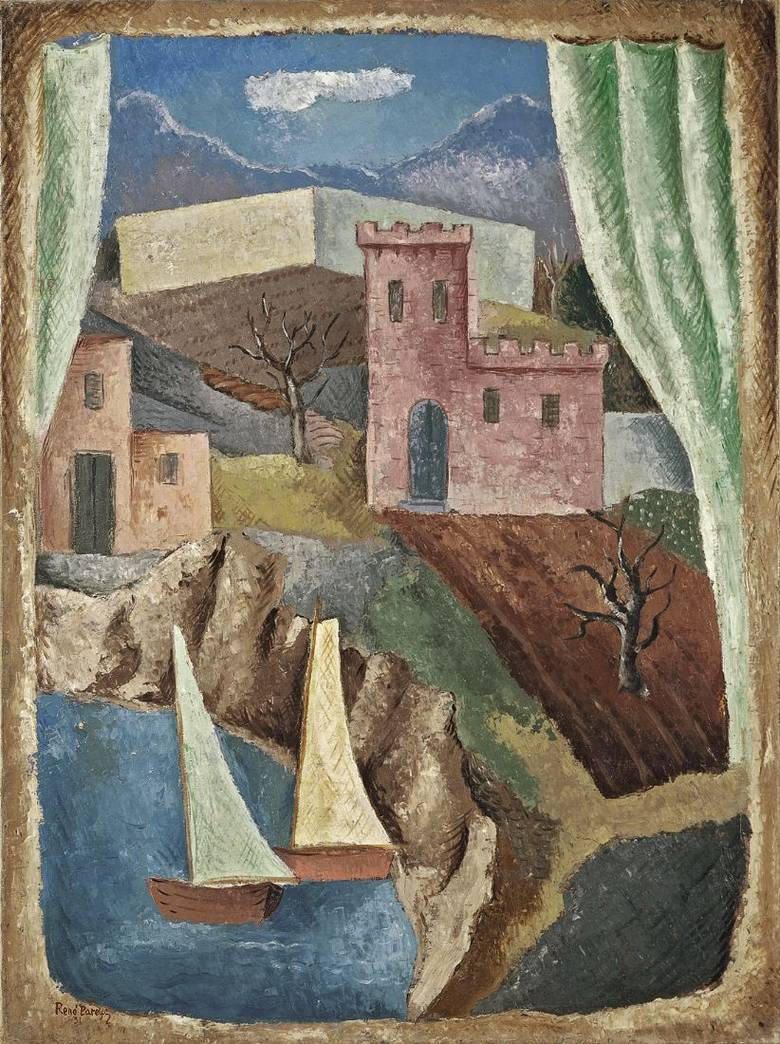
Il castello, 1931